# Super Ape
(Dalla copertina dell'LP Super Ape)
Super Ape è un album dub/roots reggae del gruppo giamaicano The Upsetters.
È prodotto da lee "Scratch" Perry e pubblicato nel 1976 dalla Island Records in tutto il mondo e dalla Upsetter Records in Giamaica, con il titolo Scratch, the Super Ape.
L'album fu registrato negli studi di registrazione Black Ark di Kingston; è considerato uno dei primi album dub e una sorta di manifesto del suono Black Ark.

## Tracce

### Versione mondiale

#### Lato A
1. Zion's Blood
2. Croaking Lizard (Testi: Perry)
3. Black Vest (Testi: Perry)
4. Underground (Testi: Perry)
5. Curly Dub (Testi: Perry)

#### Lato B
1. Dread Lion (Testi: Perry)
2. Three in One (Testi: Perry)
3. Patience (Testi: Perry)
4. Dub Along (Testi: Perry)
5. Super Ape (Testi: Perry)

### Versione giamaicana

#### Lato A
1. Dread Lion (Testi: Perry)
2. Zion Blood (Testi: Perry)
3. Three in One (Testi: Perry)
4. Curley Dub (Testi: Perry)
5. Patience Dub (Testi: Perry)

#### Lato B
1. Super Ape (Testi: Perry)
2. Croaking Lizard (Testi: Perry)
3. Black Vest (Testi: Perry)
4. Underground Root (Testi: Perry)
5. Dub Along (Testi: Perry)

## Musicisti
- Lee Perry: produttore
- Mikey Boo: batteria
- Benbow Creary: batteria
- Noel "Skully" Simms: percussioni
- Boris Gardiner: basso
- Earl "Chinna" Smith: chitarra
- Keith Sterling: pianoforte
- Bobby Ellis: ottoni
- "Dirty" Harry Hall: ottoni
- Herman Marquis: ottoni
- Vin Gordon: trombone
- Egbert Evans: flauto
- Barry Llewellyn: cori
- Earl Morgan: cori
- Tony Wright: copertina